# Febe (mitología)

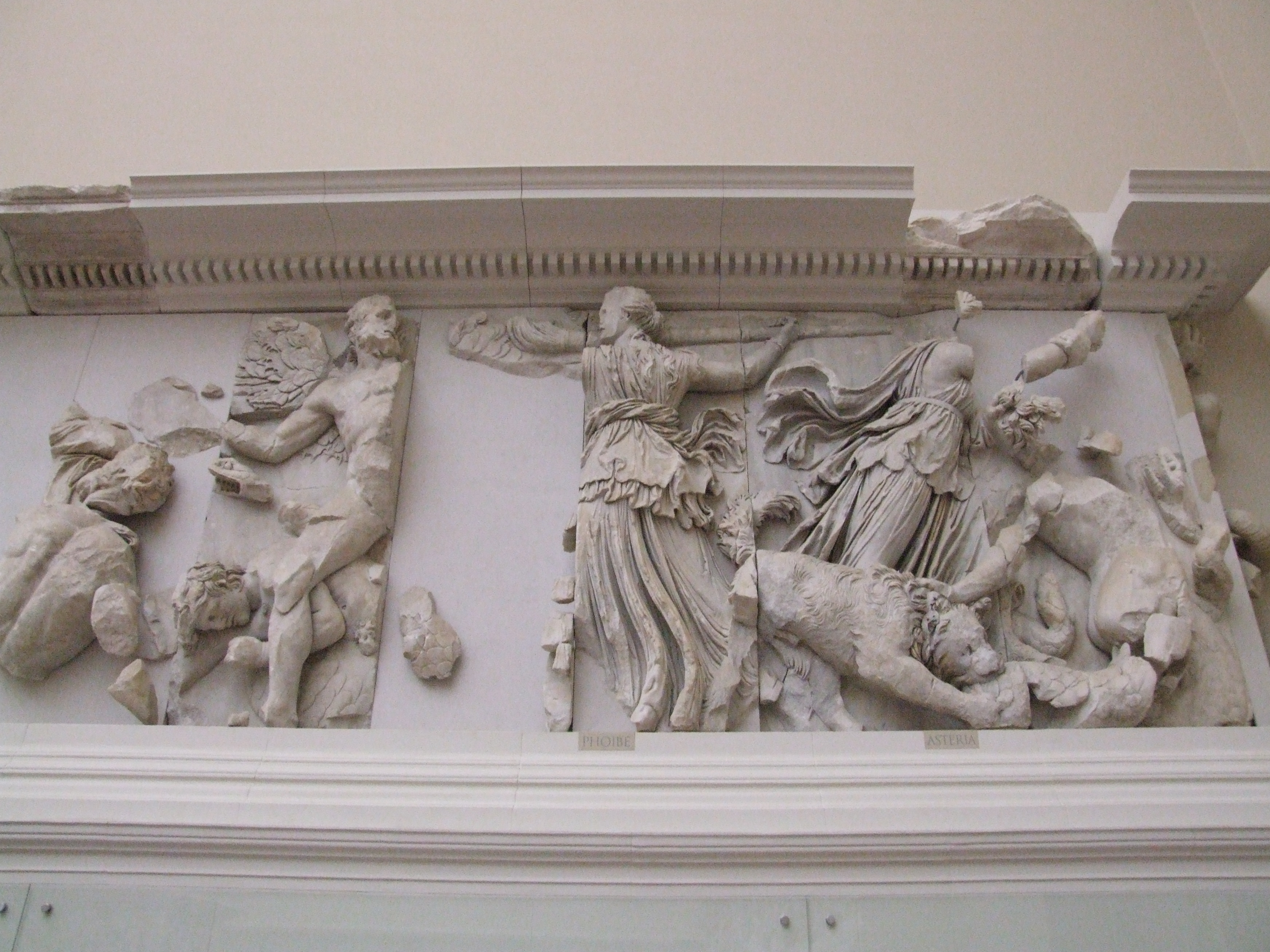
Febe y Asteria representadas en un relieve del altar de Pérgamo.

En la mitología griega, Febe o Febea (en griego antiguo: Φοίβη, Phoíbē;  «brillante, puro»), llamada «la de áurea corona», era una de las titánides originales, hija de Urano y Gea. No obstante es acaso la menos documentada de entre sus hermanas en las fuentes mitográficas. Cornuto dice que Febe es la causante de que algunas cosas sean brillantes y puras, y de la misma manera de que otras cosas tengan poca luz o carezcan de ella. En la Teogonía Febe «visitó el lecho muy deseable de Ceo y parió a Leto de azulado peplo, dulce desde su origen, y a la renombrada Asteria, que un día se llevó Perses a su espléndido palacio para llamarse esposa suya». En una fuente tardía se la nombra como Hebe. Sus dos hijas llevan el patronímico de Ceeides o Ceántides. Dice Esquilo que Febe recibió el control del oráculo de Delfos de su hermana Temis, que posteriormente se lo legaría a Apolo, como regalo por su cumpleaños. Efectivamente los nietos de Febe y Ceo son nada menos que Apolo, Ártemis y Hécate. Febe, junto a su hija Asteria, aparece luchando en el bando de los dioses olímpicos durante la Gigantomaquia, como se puede apreciar en el altar de Pérgamo.
También se aplicaba su nombre como epíteto a Artemisa en su papel de diosa de la luna, que se consideraba femenina.

## Otros usos para Febe
Febe, uno de los satélites del planeta Saturno, lleva su nombre.